# Juxue
 Juxue  (en vasco Jutsi) es una población y comuna vasca, en la región de Aquitania, departamento de Pirineos Atlánticos, en el distrito de Bayona y cantón de País de Bidache, Amikuze y Ostibarre.

## Demografía
| Gráfica de evolución demográfica de Juxue entre 1800 y 2012 |
|                                                             |

Fuentes: Ldh/EHESS/Cassini e INSEE.